# Lago Acıgöl
El lago Acıgöl (en turco: Acıgöl Gölü, que significa «lago amargo») es un lago ubicado en la parte interior de la región del Egeo, en Turquía. Limita con las provincias de Denizli, Afyonkarahisar y Burdur. La superficie varía enormemente según la estación del año, con 100 km² en primavera y 35 km² a finales de verano, con una profundidad máxima de 1,63 m. El lago es importante por las reservas de sulfato de sodio, producto que se utiliza en la industria. Aquí se concentran las principales operaciones de producción comercial de sulfato de sodio de Turquía. Se encuentra a 60 km al este de la ciudad Denizli. Los distritos y las ciudades que lo rodean son Bozkurt, Çardak, Dazkırı y Başmakçı.
La altitud del lago es de 836 m y recibe el agua principalmente de arroyos con alto contenido en sulfato que emanan de una falla al sur. Se calcula que contiene 12,5 millones de toneladas de sulfato de sodio en la superficie y en la salmuera de la subsuperficie, con unas reservas totales que rondarían los 70 millones de toneladas y unas posibles reservas de 82 millones de toneladas. La producción anual a finales de la década de 1990 era de 100.000 toneladas, toda ella por parte de empresas del sector privado. 